# Urbanya
Urbanya là một xã trong tỉnh Pyrénées-Orientales, vùng Occitanie phía nam nước Pháp. Xã Urbanya nằm ở khu vực có độ cao trung bình 400 mét trên mực nước biển.